# Times Square (film 1980)
Times Square è un film statunitense del 1980 diretto da Allan Moyle.

## Colonna sonora
La colonna sonora del film, edita da RSO Records, è stata prodotta da Robin Gibb e Blue Weaver.
Side 1
1. Suzi Quatro: Rock Hard (Mike Chapman, Nicky Chinn) – 3:18
2. The Pretenders: Talk of the Town (Chrissie Hynde) – 3:16
3. Roxy Music: Same Old Scene (Bryan Ferry) – 3:54
4. Gary Numan: Down in the Park (Gary Numan) – 4:20
5. Robin Gibb & Marcy Levy: Help Me! (Robin Gibb, Blue Weaver) – 3:37

Side 2
1. Talking Heads: Life During Wartime (David Byrne, Jerry Harrison, Tina Weymouth, Chris Frantz) – 3:40
2. Joe Jackson: Pretty Boys (Joe Jackson) – 3:27
3. XTC: Take This Town (Andy Partridge) – 4:08
4. Ramones: I Wanna Be Sedated (Joey Ramone) – 2:29
5. Robin Johnson: Damn Dog (Billy Mernit, Jacob Brackman) – 2:40

Side 3
1. Robin Johnson & Trini Alvarado: Your Daughter Is One (Mernit, Norman Ross, Brackman) – 2:10
2. The Ruts: Babylon's Burning (John Jennings, Dave Ruffy, Malcolm Owen, Paul Fox) – 2:34
3. D.L. Byron: You Can't Hurry Love (Edward Holland Jr., Lamont Dozier, Brian Holland) – 3:04
4. Lou Reed: Walk on the Wild Side (Lou Reed) – 4:12
5. Desmond Child and Rouge: The Night Was Not (Child) – 3:08

Side 4
1. Garland Jeffreys: Innocent, Not Guilty (Garland Jeffreys) – 2:13
2. The Cure: Grinding Halt (Robert Smith, Michael Dempsey, Lol Tolhurst) – 2:49
3. Patti Smith Group: Pissing in the River (Patti Smith, Ivan Kral) – 4:41
4. David Johansen & Robin Johnson: Flowers of the City (David Johansen, Ronnie Guy) – 3:58
5. Robin Johnson: Damn Dog (Reprise - The Cleo Club) (Mernot, Brackman) – 2:40